# Manuel Ortins de Bettencourt
Manuel Ortins Torres de Bettencourt CvTE • GCC • ComA • GCA • MOCE (Santa Cruz da Graciosa, 12 de junho de 1892 – Cascais, Estoril, 8 de julho de 1969) foi um oficial general da Armada Portuguesa que, entre outras funções de relevo, foi Ministro da Marinha do 2.º governo do Estado Novo, em funções de 18 de janeiro de 1936 a 6 de setembro de 1944.

## Biografia
Assentou praça na Armada a 2 de dezembro de 1909, tendo frequentado a Escola Naval. Foi promovido sucessivamente a aspirante a oficial a 30 de agosto de 1912, a guarda-marinha a 19 de junho de 1916, a segundo-tenente a 16 de janeiro de 1917, a primeiro-tenente a 20 de janeiro de 1921, a capitão-tenente a 20 de fevereiro de 1931, a capitão de fragata a 26 de dezembro de 1938, a capitão de mar e guerra a 7 de junho de 1941 e a contra-almirante a 14 de dezembro de 1945.
Exerceu o comando da Aviação Marítima dos Açores, da Aviação Marítima de Lisboa, os cargos de subdiretor e diretor da Aeronáutica Naval, comandante do Centro da Aviação Naval, capitão do Porto da Figueira da Foz, adjunto do gabinete do Ministro da Marinha, comandante das Forças Navais da Metrópole, superintendente dos Serviços da Armada, diretor da Escola Almirante Gago Coutinho, segundo comandante do Centro de Aviação Naval de Lisboa, comandante do Contratorpedeiro Vouga, da Canhoneira Raul Cascais, do contratorpedeiro Tâmega, da Esquadrilha dos exercícios realizados em outubro de 1933, chefe das operações e movimento do Estado Maior Naval, comodoro das Forças Navais, etc.
Possuía o Curso Naval de Guerra e tinha o brevet de Piloto Aviador Naval desde 26 de junho de 1920.
Foi o primeiro aviador que fez a viagem aérea aos Açores sem escala. Esteve como adido militar na legação de Portugal em Londres e foi Ministro da Marinha. Em 1949, era diretor da Companhia dos Combustíveis de Petróleo. Fez parte de uma comissão que foi encarregada de coligir os documentos relativos à política interna de Portugal durante a Segunda Guerra Mundial.
Tornou-se o 2.º chefe do Estado-Maior-General das Forças Armadas de 12 de dezembro de 1951 a 9 de fevereiro de 1955.
Casou com Isabel de Mendonça Marques (28 de novembro de 1901 — 3 de janeiro de 1974) e foi pai de José Manuel Marques Ortins de Bettencourt, cavaleiro da Ordem Militar de Nosso Senhor Jesus Cristo a 17 de maio de 1958 e oficial da Ordem do Infante D. Henrique a 25 de maio de 1963.

### Condecorações[3][5][6]
Possuiu as Medalhas Comemorativas das Campanhas do Exército Português, em Moçambique, 1914-1918, e no Mar, 1916-1917-1918, a Medalha da Vitória, a Medalha Militar de Ouro de Comportamento Exemplar, a Medalha de Ouro de Filantropia e Caridade, etc.
- Cavaleiro da Antiga e Muito Nobre Ordem Militar da Torre e Espada, do Valor, Lealdade e Mérito de Portugal (14 de maio de 1921), por tripular o hidroavião da viagem Lisboa-Madeira
- Cavaleiro da Ordem Nacional da Legião de Honra de França (29 de maio de 1930)
- Comendador da Ordem Militar de São Bento de Avis de Portugal (5 de outubro de 1932)
- Grã-Cruz da Ordem Militar de Nosso Senhor Jesus Cristo de Portugal (28 de maio de 1937)
- Cavaleiro de Grã-Cruz da Ordem da Coroa da Itália de Itália (21 de junho de 1939)
- Grã-Cruz da Ordem Nacional do Cruzeiro do Sul do Brasil (10 de janeiro de 1945)
- Grã-Cruz da Ordem de Mérito da Águia Alemã da Alemanha (10 de janeiro de 1945)
- Grã-Cruz da Ordem Militar de São Bento de Avis de Portugal (30 de março de 1949)
- Grã-Cruz da Ordem de Leopoldo II da Bélgica (11 de janeiro de 1952)
- Excelentíssimo Senhor Grã-Cruz da Real Ordem de Isabel a Católica de Espanha (25 de janeiro de 1954)
- Grande-Oficial da Ordem do Mérito Naval do Brasil (21 de novembro de 1957)
- Excelentíssimo Senhor Grã-Cruz com Distintivo Branco da Ordem do Mérito Naval de Espanha (21 de novembro de 1957)
- Cavaleiro de Grã-Cruz da Ordem da Coroa da Itália de Itália (21 de novembro de 1957)
- Comendador da Legião do Mérito dos Estados Unidos (21 de novembro de 1957), atribuída pelo Presidente Dwight D. Eisenhower

A sua folha de serviço regista, ainda, muitos louvores.